# Eoreuma
Eoreuma is een geslacht van vlinders van de familie grasmotten (Crambidae), uit de onderfamilie Crambinae.

## Soorten
- E. callista Klots, 1970
- E. confederata Klots, 1970
- E. crawfordi Klots, 1970
- E. densellus Zeller, 1881
- E. evae Klots, 1970
- E. loftini Dyar, 1917
- E. morbidellus Dyar, 1914
- E. multipunctellus Kearfott, 1908